# 박달중학교
박달중학교(博達中學校)는 대한민국 경기도 안양시 만안구 박달동에 있는 공립 중학교이다.

## 학교 연혁
- 2017년 3월 1일 : 초대 우선구 교장 부임
- 2017년 3월 1일 : 박달중학교 개교
- 2017년 3월 2일 : 제1회 입학식 8학급 242명
- 2020년 1월 3일 : 제1회 졸업식 230명(230명)
- 2024년 1월 5일 : 제5회 졸업식 200명(996명)
- 2024년 3월 4일 : 제8회 입학식 6학급 161명
- 2024년 3월 4일 : 제3대 이규철 교장 부임

## 참고 자료
- 박달중학교 - 한국교육학술정보원 학교알리미